# آنا فون بالين
آنا فون بالين (بالألمانية: Anna von Palen)‏ هي ممثلة ألمانية، ولدت في 26 مايو 1875 ببرلهبرغ في ألمانيا، وتوفيت في 27 يناير 1939 ببرلين في ألمانيا.

## وصلات خارجية
- آنا فون بالين على موقع IMDb (الإنجليزية)
- آنا فون بالين على موقع قاعدة بيانات الأفلام السويدية (السويدية)
- آنا فون بالين على موقع كينوبويسك (الروسية)